# Rainha Dona Amélia (cruzador)
Se procura a unidade homónima da Marinha de Guerra Portuguesa, veja NRP República.
O cruzador Rainha Dona Amélia foi uma unidade da Armada Portuguesa, construída no Arsenal de Lisboa, em 1901.
O navio foi baptizado em honra de D. Amélia de Orleães, esposa do Rei D. Carlos I. Em 1910, após a implantação da república, na qual o cruzador teve papel proeminente nos diversos movimentos revolucionários, o seu nome foi alterado para NRP República.
A 6 de Agosto de 1915 perdeu-se por encalhe próximo da Consolação, a sul de Peniche.
O cruzador Rainha D. Amélia tinha casco em aço. Foi o primeiro navio em aço construído no Arsenal de Lisboa com projecto coordenado pelo engenheiro naval Alphonse Croneau, um técnico francês contratado pelo Governo Português para modernizar o Arsenal.
Dispunha do seguinte armamento: quatro peças de 150 mm, duas de 100 mm, duas de 47 mm, duas de 37 mm, duas metralhadoras de 6,5 mm e dois tubos lança-torpedos
De observar que a Marinha Portuguesa voltou a dar a designação "República" a outro dos seus navios. Trata-se do NRP República, que serviu entre 1921 e 1943, como cruzador e como aviso colonial.

## Design
O Rainha Dona Amélia tinha 75 metros (246 ft 1 in) de comprimento, tinha uma boca de 11,4 m (37 ft 5 in)